# Gastinne Renette
 (mai 2025).
 (novembre 2012).
Si vous disposez d'ouvrages ou d'articles de référence ou si vous connaissez des sites web de qualité traitant du thème abordé ici, merci de compléter l'article en donnant les références utiles à sa vérifiabilité et en les liant à la section « Notes et références ».
Gastinne Renette est une maison fondée par Louis Gastinne et Albert Renette en 1812 à Paris pour fournir du matériel de duel, de guerre et de chasse.

## Les origines
Le 8 mai 1793, Henri Renette, arquebusier, s'établit  à Paris. Dès lors, sur les quatre canonniers que compte Paris, deux sont des Renette. Il est ainsi cité parmi les canonniers distingués de France dès 1809. 
Dans le traité Général des chasses à Tir, parmi les procédés permettant d'employer les poudres, on trouve le procédé Renette. 
Il sera ensuite perfectionné par Jean Puiforçat, autre arquebusier qui deviendra orfèvre.

### La fondation
En 1812, Albert Renette, vétéran des armées napoléoniennes, quitte le vieux quartier Popincourt et traverse Paris pour s'établir aux Champs-Élysées. Il s'associe avec Louis Gastinne, militaire réformé en raison, lui aussi, de nombreuses blessures reçues à la guerre au cours des campagnes de Napoléon Ier. 
A cette même période, Albert Renette se voit accorder le titre d'"arquebusier du roi" par la restauration.   
En 1812, l'Empire et les guerres pèsent sur les façons de vivre. De plus, dans les bosquets et le bois de Boulogne, on traite fréquemment d'affaires d'honneur. La situation favorise donc ce fabricant et marchand d'armes spécialisé dans les pistolets de duel. La qualité des armes proposées par Gastinne et Renette leur apporte un grand succès qui sera durable.
Une fois la guerre terminée, les affaires d'honneur se limitent aux grandes circonstances, c'est chez Gastinne-Renette que ceux qui le peuvent viennent choisir leurs armes et leurs accessoires de chasse avant d'aller passer la saison sur leurs terres.
La maison est récompensée par des médailles d'argent aux expositions de 1827 et de 1834.

### Un fournisseur de renom
En 1834, le fils de Louis Gastinne, Louis-Julien Gastinne, aujourd'hui enterré au Cimetière Ancien de Neuilly, épouse la fille d'Albert Renette, Joséphine Adèle. 
Un acte entérine l'acquisition par le couple du terrain situé au no 39 de l'avenue Franklin D. Roosvelt, anciennement allée d'Antin, proche du Rond Point des Champs-Élysées. La Maison Gastinne Renette possédait des ouvertures sur les trois côtés du triangle compris entre l'avenue Montaigne, l'avenue Franklin D. Roosvelt et le Rond-Point des Champs-Élysées.
Les Renette et les Gastinne choisissent ce quartier car il semble plein de promesses. Les allées sont un but de promenade et de rencontre de la population élégante et fortunée de
Paris. 
Avec la Révolution de 1848, Louis-Philippe est renversé et la Deuxième République est proclamée. C'est chez Gastinne-Renette que les nouveaux dirigeants révolutionnaires viennent se fournir. Le "citoyen commandeur gouverneur" de l'Hôtel de ville se fait réaliser, par exemple, des pistolets neufs et leurs accessoires par le nouveau régime. Ses factures sont honorées d'un tampon par le colonel Rey. La possession d'une paire de pistolets Gastinne Renette à 300 francs-or est devenue, au milieu du XIXe siècle, un signe social de réussite et d'importance. 

#### Armurier de l'Empereur

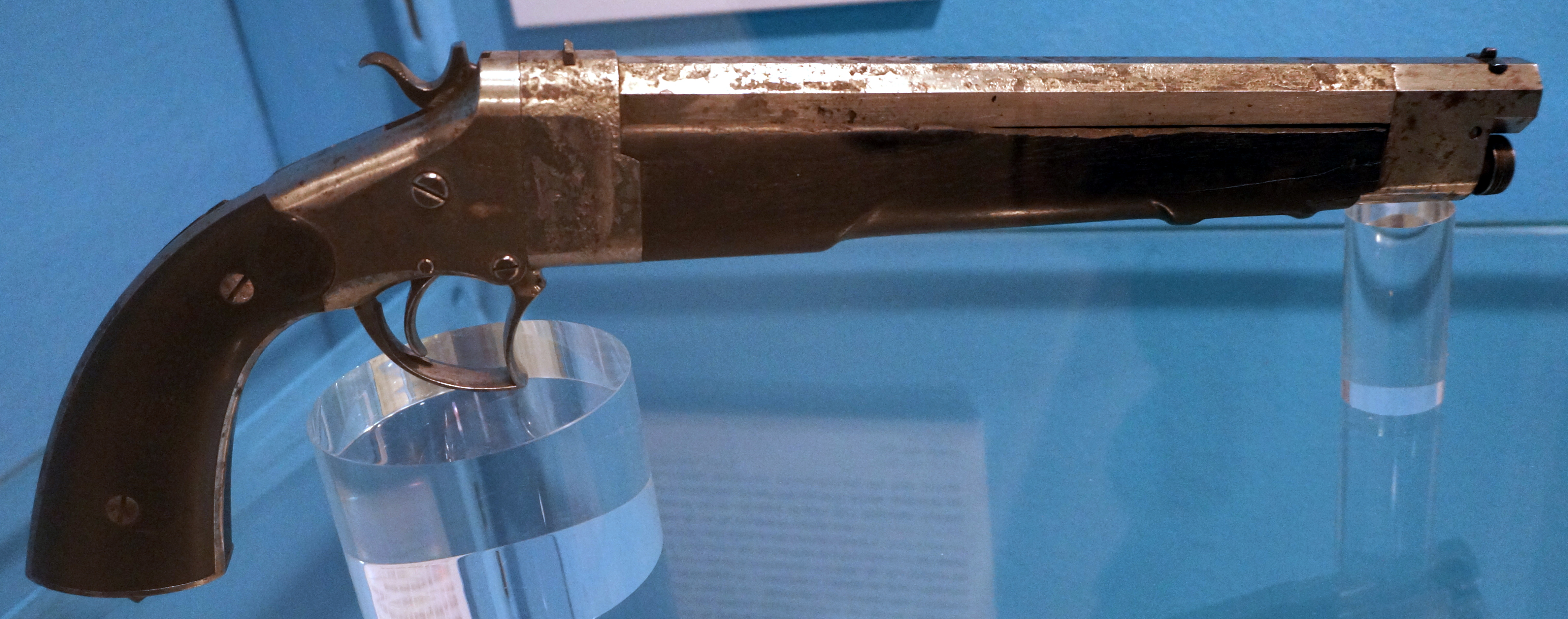
Pistolet à huit coups de Paul Lardin, directeur de Gastinne-Renette.

Avec les émeutes de juin et l'élection de Louis Napoléon Bonaparte, Louis Gastinne asseoit définitivement sa renommée. Il s'honore d'avoir dans sa clientèle de hauts personnages de l'État et les familiers du Prince. Le 27 août 1852, le Prince commande "six paires de pistolets d'officier" pour "donner un prix aux élèves de  Saint-Cyr". 
Après la proclamation de l'Empire en décembre 1852, la Maison Gastinne Renette devient fournisseur attitré de Napoléon III et de la Cour Impériale: "Gastinne Renette à Paris, Champs-Élysées, Canonnier arquebusier de l'Empereur, du Prince Impérial, de la Reine et du roi d'Espagne". Pour l'anniversaire des huit ans du Prince Impérial, la Maison réalise une arme d'enfant finement ornementée aujourd'hui exposée dans la Boutique de Paris.  
En 1853, Gastinne Renette fait breveter un système copié par la plupart des arquebusiers à l'époque, et qui est à l'origine du fusil à deux coups. Ce système vendu à Charles Lancaster (en) en Angleterre sera le point de départ des fusils à percussion centrale. 
En 1855, "Monsieur Gastinne Renette, Armurier de sa Majesté l'Empereur, Avenue Montaigne" reçoit un laissez-passer "par ordre de l'Empereur, Monsieur Gastinne Renette est autorisé à entrer et sortir du palais avec des armes". À l'Exposition Universelle de 1855 qui se tient sur les Champs-Élysées, l'Empereur achète toutes les pièces exposées par son Arquebusier. En cette année 1855, la Médaille de Première Classe est attribué à Monsieur Gastinne pour la mise en place de nouveaux procédés et la création de collections qui comprennent canons de fusil, fusils, carabines, canardières, pistolets, sabres, épées couteaux de chasse et nécessaires pour accessoires d'armes à feu. 
La Maison est illustrée dans plusieurs œuvres littéraires d'époque. Ainsi, dans Bel-Ami de Maupassant, le personnage principal Georges Duroy pris dans un duel est équipé par son ami Rival chez Gastinne Renette.

### Le temps des duels et de la chasse
À la fin du XIXe siècle, la Maison Gastinne Renette est aménagée pour permettre aux tireurs de venir s'entraîner. Jules Gastinne, puis son fils Paul qui dirige la Maison jusqu'en 1936 connaîtront les querelles qui agitent le Tout Paris de la Belle Époque. L'un et l'autre seront des experts écoutés en matière de procès criminels. 
Le 16 mars 1914 se produit "l'affaire Caillaux". L'épouse du ministre des finances Joseph Caillaux entre chez Gastinne Renette pour acheter un Browning, elle essaye son arme sur le pas de tir et s'en va. Quelques heures plus tard, elle tire sur Gaston Calmette qui menait campagne contre l'ancien président du conseil. 
Le premier acte du duelliste est de se rendre acheter ou louer une arme chez Gastinne Renette. Le second est de prendre des leçons pour savoir comment se tenir et surtout éviter l'assassinat.  Enfin, au retour du Bois ou de toute autre rendez-vous (comme celui de l'Ile de la Jatte), et après restitution des armes, le troisième acte est de se retrouver, offenseur et offensé autour d'une table du Restaurant Ledoyen.

#### Le tir Gastinne Renette
Les amateurs de renom se retrouvent au Tir Gastinne Renette composé de sept compartiments de 16 mètres et d'un compartiment de 28 mètres dit "compartiment du bonhomme". Souvent à la veille d'un duel, les adversaires prennent les mêmes précautions en voulant tester leur adresse et se rencontrent chez Gastinne Renette. Toutes sortes d'exploits et faits d'armes sont enregistrés dans les salons de Gastinne Renette. Deux concours rythment l'année : le concours au visée commence le 1er février et le concours au commandement le 1er mai. Parmi les noms des lauréats, on trouve Casimir-Perier, Gervais, Rembielinski de Berkheim, le vicomte de Charriacey, le vicomte de Lestrange, le duc de Morny, Bonzon ou encore le comte de Lambertye, le comte Arnaud de Castelbajac et d'autres.
Entre les deux guerres, la Maison Gastinne Renette fournit de nombreuses armes de chasse. Après le Comte de Clary et Alphonse XIII, roi d'Espagne, les trois meilleurs tireurs étaient les "trois marquis" : messieurs Georges de Créquy, d'Estainville et de Castelbaljac. En novembre 1927, Gastinne Renette accueillit pour la première fois, la section féminine de la société de tir "Le Faisceau". Aux trois épreuves de tir, les vainqueurs furent Mesdemoiselles Lefaucheux (petite-fille de l'armurier du même nom) au pistolet au visé, Petiet à la carabine et Jenny Ménage (fille de l'excellent tireur et banquier Lucien Ménage) au pistolet sur silhouette. Paul Gastinne, directeur de la Maison de 1900 à 1936, a pour mission de fournir les fins tireurs de l'entre-deux-guerres. Il a pour principe de vie le suivant : "Un homme très fort est un homme très doux. Un grand boxeur n'est jamais pris dans une rixe. Qui tire bien ne tire pas." En 1936, René Gastinne succède à Paul.

#### Le temps de la Résistance
Durant la seconde guerre mondiale, l'armurerie se donne pour tâche de soutenir la Résistance en fournissant des armes. La chasse et les armes étant interdites pendant cette période, et l'essence étant réservée aux véhicules prioritaires, la bicyclette est très demandée. 
René Gastinne transforme alors son armurerie en magasin de cycles. Dans un entretien de 1952 avec un journaliste de l'Aurore, il raconte "Je dus faire un second métier pour vivre (…) les armes sont ensuite redevenues mon métier." 
En 1945, le gibier n'a pas été chassé depuis 5 ans et se trouve donc en abondance. La chasse ouvre à nouveau. Il y a encore des restrictions, on ne manufacture plus qu'une trentaine de fusils par an et les chasseurs n'ont droit qu'à dix cartouches par an et par permis. La reprise des activités s'effectue lentement jusqu'aux années cinquante où la production de Gastinne Renette s'élève de nouveau à environ 200 fusils par an. René Gastinne perd deux de ses fils: Bertrand au Maroc pendant son service militaire et Jean-Rémy, ancien élève de l'ENSMA à Poitiers, qui se tua à l'Olan dans le massif de l'Oisans.
Après la guerre, la Maison conserve l'activité cycle et l'étend aux Vélosolex et aux motos. René Gastinne aura tenu la maison de 1936 à 1973.

### Les reprises

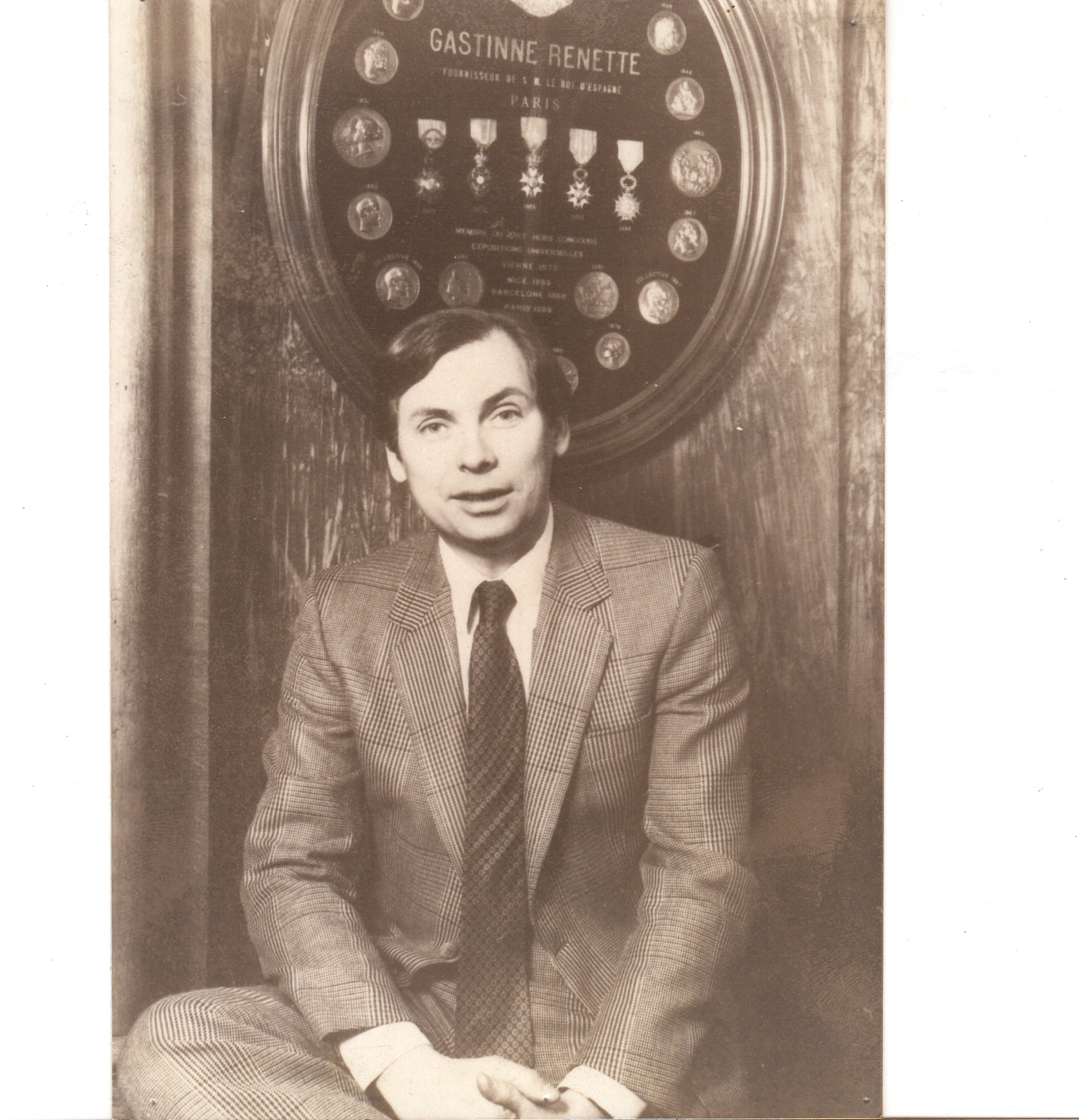
Patrick Lallour

À partir de 1973, la maison est dirigée par Patrick Lallour. Il la modernise en refondant toute la décoration tout en conservant son bel aspect traditionnel. Il en diversifie l'activité, ajoutant un rayon de mode  pour la chasse, mais aussi sportswaer, il adjoint les motos aux vésolex de son prédécesseur, enfin, il fonde "Gastinne Renette Sécurité", entreprise d'alarme domestique adaptée à sa clientèle. Patrick Lallour constitue une équipe de collaborateurs qui sont d'excellents professionnels dans leurs domaines de compétence. Il entreprend des actions de communication comme le concours des plus belles histoires de chasse. Sous sa direction, Gastinne publie chez Garnier quatre ouvrages, "L'examen du permis de chasser de Gastinne-Renette", "Le Gastinne Renette des armes de poing", "Le Gastinne Renette des fusils de chasse" et "Le bréviaire du chasseur". Chasseur lui même et spécialisé dans la chasse à l'arc, les exploits de Patrick Lallour sont relatés notamment dans les magazine Newlook et Cible dans les années 1980. C'est une belle période qui commence pour la maison Gastinne Renette. Elle n'est plus tributaire de l'aspect saisonnier de son activité principale, le stand de tir continue son activité et les beaux fusils de chasse trouvent preneur.  Ainsi, 1989, c'est une maison prospère que Patrick Lallour transmettra à son acquéreur, la maison Guéné.  
En 1989, la maison Guené, fondée en 1907, spécialiste du cuir reprend Gastinne Renette. Toutefois, la reprise n'est pas un succès car la Maison périclite jusqu'à devoir fermer ses portes en 2002.
En 2011, la maison Vicomte Arthur renouvelle la marquepour sa collection de vêtements Gastinne Renette by Vicomte A en lançant une collection chasse sous licence Gastinne Renette à l'occasion du bicentenaire de la fondation de Gastinne Renette en 2012.